# Neil Adams
Neil James Adams (Stoke-on-Trent, 23 novembre 1965) è un ex calciatore e allenatore di calcio inglese, di ruolo centrocampista.

## Carriera

### Allenatore
Il 7 aprile 2014 viene chiamato per allenare il Norwich City in sostituzione di Chris Hughton. Si dimette la sera del 5 gennaio 2015.

### Nazionale
Nel 1986 ha giocato una partita con l'Inghilterra Under-21.

## Palmarès

### Giocatore

#### Competizioni nazionali
- Campionato inglese: 1

Everton: 1986-1987
- Community Shield: 2

Everton: 1986, 1987
- Campionato inglese di seconda divisione: 1

Oldham: 1990-1991

### Allenatore

#### Competizioni giovanili
- FA Youth Cup: 1

Norwich City: 2012-2013